# La inquilina de Wildfell Hall
La inquilina de Wildfell Hall (título original en inglés: The Tenant of Wildfell Hall) es una novela epistolar, la segunda y última de la escritora inglesa Anne Brontë. Fue publicada por primera vez en 1848 con el pseudónimo Acton Bell. Es considerada una de las primeras novelas feministas.

## Argumento
La novela se divide en tres volúmenes. 
Primera parte (Capítulos 1 a 15): Gilbert Markham narra cómo una misteriosa viuda, Mrs. Helen Graham, llega a Wildfell Hall, una vieja mansión cercana. Una fuente de curiosidad para la pequeña comunidad, la reticente Mrs Graham y su hijo pequeño Arthur se van viendo inmersos en los círculos sociales del pueblo. Inicialmente, Gilbert Markham corteja informalmente a Eliza Millward, a pesar de la creencia de su madre de que puede elegir a alguien mejor. Su interés por Eliza decrece a medida que va conociendo a Mrs. Graham. A cambio, Eliza extiende (y tal vez crea) rumores escandalosos sobre Helen.
Mientras los cotilleos se extienden, Gilbert empieza a creer que su amigo, Mr. Lawrence está cortejando a Mrs. Graham. En un encuentro casual en la carretera, muy celoso Gilbert golpea con un látigo a Lawrence, quien cae del caballo. No consciente de eso, Helen rechaza casarse con Gilbert, pero le da sus diarios cuando la acusa de amar a Lawrence.
Segunda parte (Capítulos 16 a 44): está tomada de los diarios de Helen y describe su matrimonio con Arthur Huntingdon. El guapo, agudo Huntingdon es también consentido, egoísta e inmoderado. Antes de casarse con Helen, Arthur Huntingdon flirtea con Annabella y usa esto para manipular a Helen y convencerla de que se case con él. Helen se casa con él totalmente enamorada y resuelve reformar a Arthur con amable persuasión y buen ejemplo. A partir del nacimiento de su hijo, Huntingdon se vuelve cada vez más celoso del niño (también llamado Arthur) y de las atenciones que le prodiga Helen.
El grupo de disolutos amigos de Huntingdon le inducen frecuentemente a beber, tanto en Londres como en su hogar, Grassdale. Tanto hombres como mujeres se muestran degradados, con Lady Annabella Lowborough mostrada como la infiel esposa de su melancólico pero devoto marido.
Walter Hargrave, el hermano de la amiga de Helen, Milicent Hargrave, compite por el afecto de Helen. No tan asalvajado como sus compañeros,  Walter es un admirador no deseado: Helen nota su naturaleza depredadora, revelada cuando juegan al ajedrez. Walter le cuenta a Helen la aventura de Arthur con Lady Lowborough. Cuando su amigo se va, Arthur sufre abiertamente por su amante y se burla de su mujer. 
Los intentos de Arthur de corromper a su hijo (animándole a beber y a jurar pese a su corta edad) son la gota que colma el vaso para Helen. Planea huir para salvar a su hijo, pero su marido se entera de sus planes por su diario y quema los útiles de pintura (con los que ella esperaba mantenerse). Finalmente, con la ayuda de su hermano, Mr. Lawrence, Helen encuentra un refugio secreto en Wildfell Hall.
Tercera parte (Capítulos 45 a 53): empieza después de la lectura de los diarios de Helen por parte de Gilbert, y ella le explica que no es libre para casarse. Él lo acata, y enseguida descubre que ella ha vuelto a Grassdale al enterarse de que Arthur está gravemente enfermo. Los cuidados de Helen son en vano. La muerte de Huntingdon es dolorosa, llena de terror por lo que le espera. Helen no puede consolarlo, ya que él rechaza toda responsabilidad por sus acciones y, en lugar de eso, le pide a ella que "vaya con él" para interceder por su salvación. 
Pasa un año. Gilbert oye el rumor de la inminente boda de Helen, aunque descubre que Mr. Lawrence (con quien se ha reconciliado), va a casarse con la amiga de Helen, Esther Hargrave. Va a Grassdale, y descubre que Helen es ahora rica y que vive en su finca en Staningley. Viaja hasta allí, agobiado de preocupación al pensar que ahora ella está por encima de él Duda en la puerta de entrada. Por casualidad, encuentra a Helen, su tía, y el joven Arthur. Los dos se reconcilian y se casan.

## Adaptaciones cinematográficas
La novela tiene dos adaptaciones para la televisión, ambas de la BBC. La versión de 1968 fue protagonizada por Janet Munro, Corin Redgrave y Bryan Marshall, mientras que Tara Fitzgerald, Toby Stephens, Rupert Graves y James Purefoy protagonizaron la versión de 1996. 
También se realizó una ópera en tres actos, siguiendo la estructura original de la novela, en la Universidad de Nebraska-Loncoln, con música compuesta por Garrett Hope y libreto de Steven Soebbing.

### La novela en línea
- Texto español.
- Texto inglés en Wikisource.
- Texto inglés en el Proyecto Gutenberg.
- Texto inglés en Internet Archive. Ed. de 1848.
  - The Tenant of Wildfell Hall. Facsímil electrónico.
  - Texto inglés en Internet Archive. Ed. de 1922.
  - The Tenant of Wildfell Hall. Facsímil electrónico.

- Datos: Q44701
- Multimedia: The Tenant of Wildfell Hall / Q44701